# Klätterkalla
Klätterkalla (Philodendron hederaceum eller Philodendron scandens) är en art i familjen kallaväxter och förekommer naturligt i större delen av Central- och Sydamerikas, från Mexiko och Västindien till norra Sydamerika, Peru och Bolivia. Arten är mycket variationsrik vilket lett till många namnförbistringar. Klätterkalla är en vanlig krukväxt i Sverige.

## Varieteter
Tre varieteter kan urskiljas:
- var. hederaceum - har släta adulta stammar. Juvenila blad är sammetshåriga med silkeslyster på ovansidan. Återfinns i större delen av utbredningsområdet.
- var. oxycardium - har släta adulta stammar. Juvenila blad är kala och glänsande på ovansidan. Mexiko.
- var. kirkbridei - har fårade adulta stammar. Costa Rica, Panama, Ecuador och Surinam.

## Synonymer och auktorer
var. hederaceum
- Arum hederaceum Jacq.
- Philodendron acrocardium Schott
- Philodendron cuspidatum K. Koch & Bouché
- Philodendron harlowii I. M. Johnst.
- Philodendron micans K. Koch
- Philodendron microphyllum K. Koch
- Philodendron miduhoi Matuda
- Philodendron oxyprorum Schott
- Philodendron pittieri Engl.
- Philodendron scandens K. Koch & Sello
- Philodendron scandens f. micans (K. Koch) G. S. Bunting
- Philodendron scandens var. cuspidatum (K. Koch & Bouché) Engl.

var. kirkbridei Croat
var. oxycardium (Schott) Croat
- Philodendron oxycardium Schott
- Philodendron scandens subsp. oxycardium (Schott) G. S. Bunting